# Caesalpinia macvaughii
Caesalpinia macvaughii là một loài thực vật có hoa trong họ Đậu. Loài này được J.L.Contr. & G.P.Lewis miêu tả khoa học đầu tiên.